# Acari (Rio de Janeiro)
Acari é um bairro de classe baixa e classe média baixa da Zona Norte do município do Rio de Janeiro, no estado do Rio de Janeiro, no Brasil. Faz limites com os bairros Pavuna, Costa Barros, Coelho Neto, Parque Colúmbia e Irajá.
Seu Índice de Desenvolvimento Social (IDS), no ano 2000, era de 0,443, o 153º colocado entre 158 regiões analisadas no município do Rio de Janeiro. A Favela de Acari, uma das maiores da cidade, está localizada no bairro, no limite com os bairros de Irajá (do qual é separado pela Avenida Brasil) e Coelho Neto (na região de Fazenda Botafogo).

## Topônimo
O nome do bairro é uma referência ao rio Acari, que o banha. "Acari" é um termo com origem na língua tupi: significa "rio dos acarás", através da junção dos termos aka'ra (acará) e  'y (rio).

## História

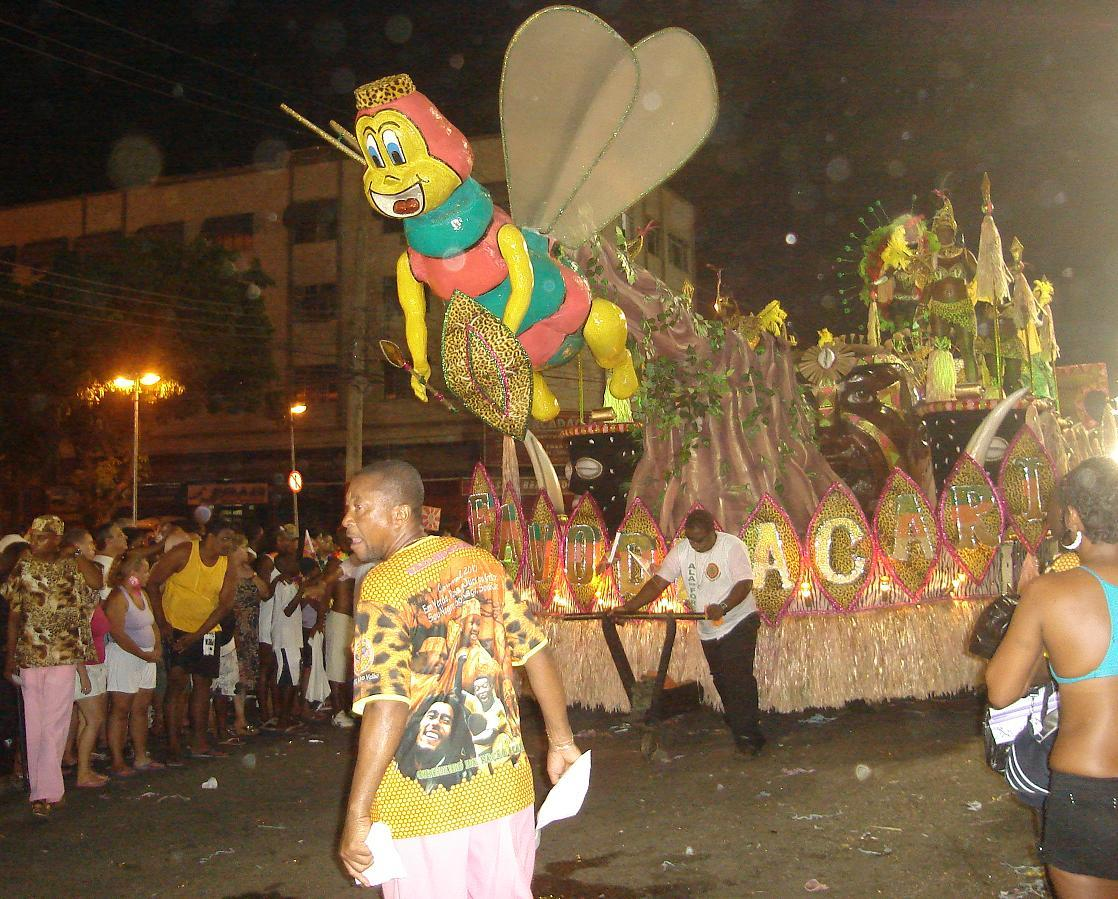
Desfile da escola de samba Favo de Acari no carnaval de 2010.

Até o século XIX, o bairro tinha ocupação predominantemente rural, com muitos partidos de cana-de-açúcar dentro do terreno da Fazenda Irajá. Sua principal referência geográfica era o Rio Acari, antes se chamava Meriti. Em 1875, a Estrada de Ferro Rio d'Ouro passou a cortar o bairro, promovendo um crescimento populacional no entorno da ferrovia. Em 1946, foi inaugurada a Avenida Brasil, o que fez aumentar a população do bairro.
No final da década de 1950, foi construído o Conjunto Residencial Amarelinho, às margens da avenida Brasil. Em 23 de julho de 1981, o bairro foi oficialmente criado. Em 1998, o metrô chegou ao bairro, se utilizando do caminho da antiga Estrada de Ferro Rio d'Ouro. Em 2004, foi criado um bloco carnavalesco no bairro: o Favo de Acari. Em 2008, o bloco se transformou em escola de samba.
Lá também funcionou a Fábrica de Esperança que foi um projeto social iniciado no ano de 1994 pelo Pastor Caio Fábio D'Araújo Filho num prédio incendiado da fábrica Formiplac
Sediada num prédio de seis andares, cravado na entrada da favela de Acari, transformou-se numa das mais importantes Organizações Não-Governamentais (ONGs) do País. Entre cursos profissionalizantes, creche e atendimento médico, chegou a ter 55 projetos sociais graças à parceria com o governo, empresários e outras entidades (inclusive o Instituto Ayrton Senna). A Fábrica de Esperança teve papel fundamental para diminuir a violência na favela de Acari. A sua importância foi reconhecida pelo presidente Fernando Henrique numa visita ao local logo depois da posse, no seu primeiro mandato, como o maior projeto Social da América Latina.

## Economia
Transportes
A Estação Acari-Fazenda Botafogo pertence à Linha 2 do Metrô do Rio de Janeiro. Foi inaugurada em 1998. O bairro é servido, também, pelas avenidas Brasil e Pastor Martin Luther King Junior.

## Sociedade
É o bairro com terceiro menor Índice de Desenvolvimento Humano do município e possui a segunda menor renda do município. Seu IDH, no ano 2000, era de 0,720; o 124º colocado entre 126 regiões analisadas no município do Rio de Janeiro, melhor apenas que Costa Barros e o Complexo do Alemão.